# Kiryū
Kiryū (桐生市 Kiryū-shi?) es una ciudad de la Prefectura de Gunma, en el centro de Honshū, la isla principal de Japón. Se encuentra a unos 110 km al norte de Tokio.
Tradicionalmente, la principal industria de la ciudad durante el siglo XX  fue la fabricación de tejidos de seda para la exportación. La industria dedicada a la fabricación de rayón se desarrolló después de la Segunda Guerra Mundial, durante el periodo de reconstrucción industrial. En la ciudad también hay una sede de Mitsuba Corporation, el principal fabricante de piezas de automoción del país.

## Ciudades limítrofes
- Prefectura de Gunma
  - Maebashi
  - Isesaki
  - Numata
  - Ōta
  - Midori
  - Fujimi
- Prefectura de Tochigi
  - Ashikaga
  - Sano